# مرتکب اعمال ناپاک نشو
مرتکب اعمال ناپاک نشو (ایتالیایی: Non commettere atti impuri) یک فیلم کمدی سکسی سبک ایتالیایی به کارگردانی جولیو پترونی است که در سال ۱۹۷۱ ساخته و در ۲۵ ژانویۀ ۱۹۷۲ منتشر شد.

## گزیدهٔ بازیگران
- سیمونتا استفانلی
- باربارا بوشه
- ماریزا مرلینی
- کلودیو گورا
- لوچانو سالچه
- جیجی بالیستا
- فرانکو بالدوچی